# Bisbat de Hradec Králové

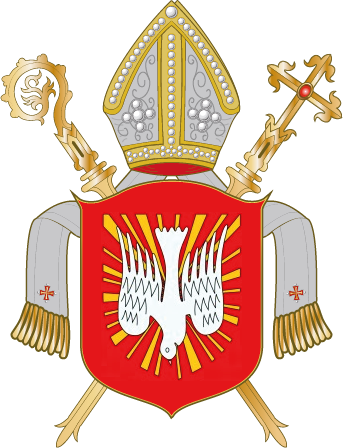
L'escut de la diòcesi

El bisbat de Hradec Králové (txec: Diecéze královéhradecká, llatí: Dioecesis Reginae Gradecensis) és una seu de l'Església Catòlica a Txèquia, sufragània de l'arquebisbat de Praga. L'any 2013 tenia 453.300 batejats sobre una població d'1.269.000 habitants. Actualment està regida pel bisbe Jan Vokál.

## Territori
La diòcesi comprèn la regió de Bohèmia oriental, que després de la reforma administrativa del 1992, correspon a les regions de Hradec Králové i Pardubice, a més dels districtes de Havlíčkův Brod i Semily.
La seu episcopal és la ciutat de Hradec Králové, on es troba la catedral de l'Esperit Sant.
El territori s'estén sobre 12.270  km², i està dividit en 265 parròquies, agrupades en 14 vicariats.

## Història
La diòcesi va ser erigida el 10 de novembre de 1664 mitjançant la butlla Super universas del Papa Alexandre VII, prenent el territori de l'arquebisbat de Praga.
Durant el règim totalitari, després de la mort del bisbe Mořic Pícha el 1956, no es concedí el nulla-osta governatiu pel nomenament d'un nou bisbe, que no seria nomenat fins al 1989, després de 33 anys de seu vacant.
L'abril de 1997 va rebre la visita de Joan Pau II

## Cronologia episcopal
- Matthäus Ferdinand Sobek von Bilenberg, O.S.B. † (10 de novembre de 1664 - 9 de març de 1669 nomenat arquebisbe de Praga)
- Johann Friedrich von Waldstein † (27 de novembre de 1673 - 2 de desembre de 1675 nomenat arquebisbe de Praga)[1]
- Johann Franz Christoph von Talmberg † (19 d'octubre de 1676 - 3 d'abril de 1698 mort)
- Bohumír Kapoun ze Svojkova † (18 de maig de 1699 - 18 de novembre de 1701 mort)
- Tobias Johannes Becker † (3 d'abril de 1702 - 11 de setembre de 1710 mort)
- Jan Adam Vratislav z Mitrovic † (11 de maig de 1711 - 24 de setembre de 1721 nomenat bisbe de Litoměřice)
- Wenzel Franz Karl Koschinsky von Koschín † (1 de desembre de 1721 - 26 o 27 de març de 1731 mort)
- Moritz Adolf Karl von Sachsen-Zeitz (Saský) † (3 de març de 1732 - 1 d'octubre de 1733 nomenat bisbe de Litoměřice)
- Jan Josef Vratislav z Mitrovic † (18 de desembre de 1733 - 11 de setembre de 1753 mort)
- Antonín Petr Příchovský z Příchovic † (14 de gener de 1754 - 26 d'octubre de 1763 nomenat arquebisbe de Praga)
- Hermann Hannibal von Blümegen † (9 d'abril de 1764 - 17 d'octubre de 1774 mort)
- Johann Andreas Kaiser † (17 de juliol de 1775 - 5 de maig de 1776 mort)
- Joseph Adam Arco † (15 de juliol de 1776 - 14 de març de 1780 renuncià)[2]
- Johann Leopold von Hay † (11 de desembre de 1780 - 1 de juny de 1794 mort)
- Maria-Thaddeus von Trauttmansdorf Wiensberg † (1 de juny de 1795 - 15 de març de 1815 nomenat arquebisbe d'Olomouc)
- Alois Jozef Krakowski von Kolowrat † (15 de març de 1815 - 28 de febrer de 1831 nomenat arquebisbe de Praga)
- Karel Boromejský Hanl z Kirchtreu † (24 de febrer de 1832 - 1874 mort)
- Josef Jan Hais † (5 de juliol de 1875 - 27 d'octubre de 1892 mort)
- Eduard Jan Brynyck † (19 de gener de 1893 - 20 de novembre de 1902 mort)
- Josef Doubrava † (22 de juny de 1903 - 22 de febrer de 1921 mort)
- Karel Boromejský Kašpar † (13 de juny de 1921 - 22 d'octubre de 1931 nomenat arquebisbe de Praga)
- Mořic Pícha † (22 d'octubre de 1931 - 12 de novembre de 1956 mort)
  - Karel Otčenášek † (30 de març de 1950 - 21 de desembre de 1989 nomenat bisbe) (administrador apostòlic)
- Karel Otčenášek † (21 de desembre de 1989 - 6 de juny de 1998 ritirato)
- Dominik Duka, O.P. (6 de juny de 1998 - 13 de febrer de 2010 nomenat arquebisbe de Praga)
- Jan Vokál, des del 3 de març de 2011

## Estadístiques
A finals del 2013, la diòcesi tenia 453.300 batejats sobre una població d'1.269.000 persones, equivalent al 35,7% del total.
| any  | població | població  | població | sacerdots | sacerdots       | sacerdots       | sacerdots             | diaques | religiosos | religiosos | parròquies |
| ---- | -------- | --------- | -------- | --------- | --------------- | --------------- | --------------------- | ------- | ---------- | ---------- | ---------- |
| any  | batejats | total     | %        | total     | clergat secular | clergat regular | batejats por sacerdot | diaques | homes      | dones      |            |
| 1949 | 913.606  | 1.294.702 | 70,6     | 662       | 612             | 50              | 1.380                 |         | 66         | 729        | 477        |
| 1970 | 827.230  | 1.336.650 | 61,9     | 376       | 325             | 51              | 2.200                 |         | 51         | 955        | 477        |
| 1980 | 805.000  | 1.344.000 | 59,9     | 292       | 253             | 39              | 2.756                 |         | 39         | 629        | 476        |
| 1990 | 825.000  | 1.376.000 | 60,0     | 244       | 195             | 49              | 3.381                 |         | 49         |            | 477        |
| 1999 | 470.000  | 1.220.000 | 38,5     | 202       | 163             | 39              | 2.326                 | 16      | 47         | 343        | 447        |
| 2000 | 470.000  | 1.220.000 | 38,5     | 203       | 156             | 47              | 2.315                 | 17      | 67         | 330        | 447        |
| 2001 | 470.000  | 1.220.000 | 38,5     | 211       | 161             | 50              | 2.227                 | 17      | 64         | 320        | 447        |
| 2002 | 470.000  | 1.220.000 | 38,5     | 209       | 158             | 51              | 2.248                 | 19      | 63         | 322        | 447        |
| 2003 | 470.000  | 1.220.000 | 38,5     | 231       | 182             | 49              | 2.034                 | 16      | 57         | 296        | 447        |
| 2004 | 450.000  | 1.260.000 | 35,7     | 210       | 163             | 47              | 2.142                 | 18      | 55         | 286        | 447        |
| 2006 | 450.000  | 1.260.000 | 35,7     | 213       | 164             | 49              | 2.112                 | 26      | 63         | 259        | 444        |
| 2013 | 453.300  | 1.269.000 | 35,7     | 211       | 160             | 51              | 2.148                 | 26      | 61         | 167        | 265        |